# Убукунские озёра

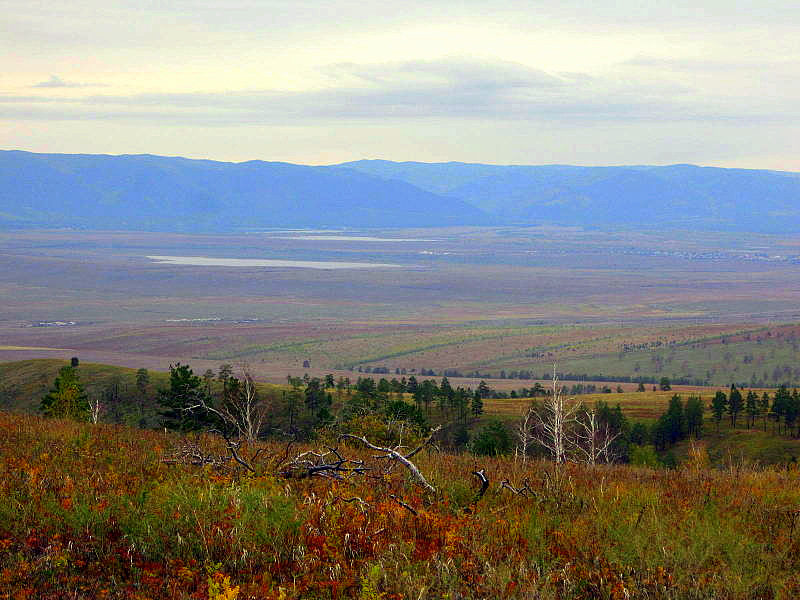
Убукунские озёра. Вид с юга с хребта Моностой

Убуку́нские озёра — группа озёр в Селенгинском районе Бурятии, находящаяся на западе Среднеубукунской впадины к северо-востоку от Гусиноозёрской котловины и к юго-востоку от Солдатского хребта (отрог Хамар-Дабана).
Выделяются 5 относительно крупных и ряд небольших озёр, имеющих общий сток (кроме Солёного) в реку Убукун.

## Озёра

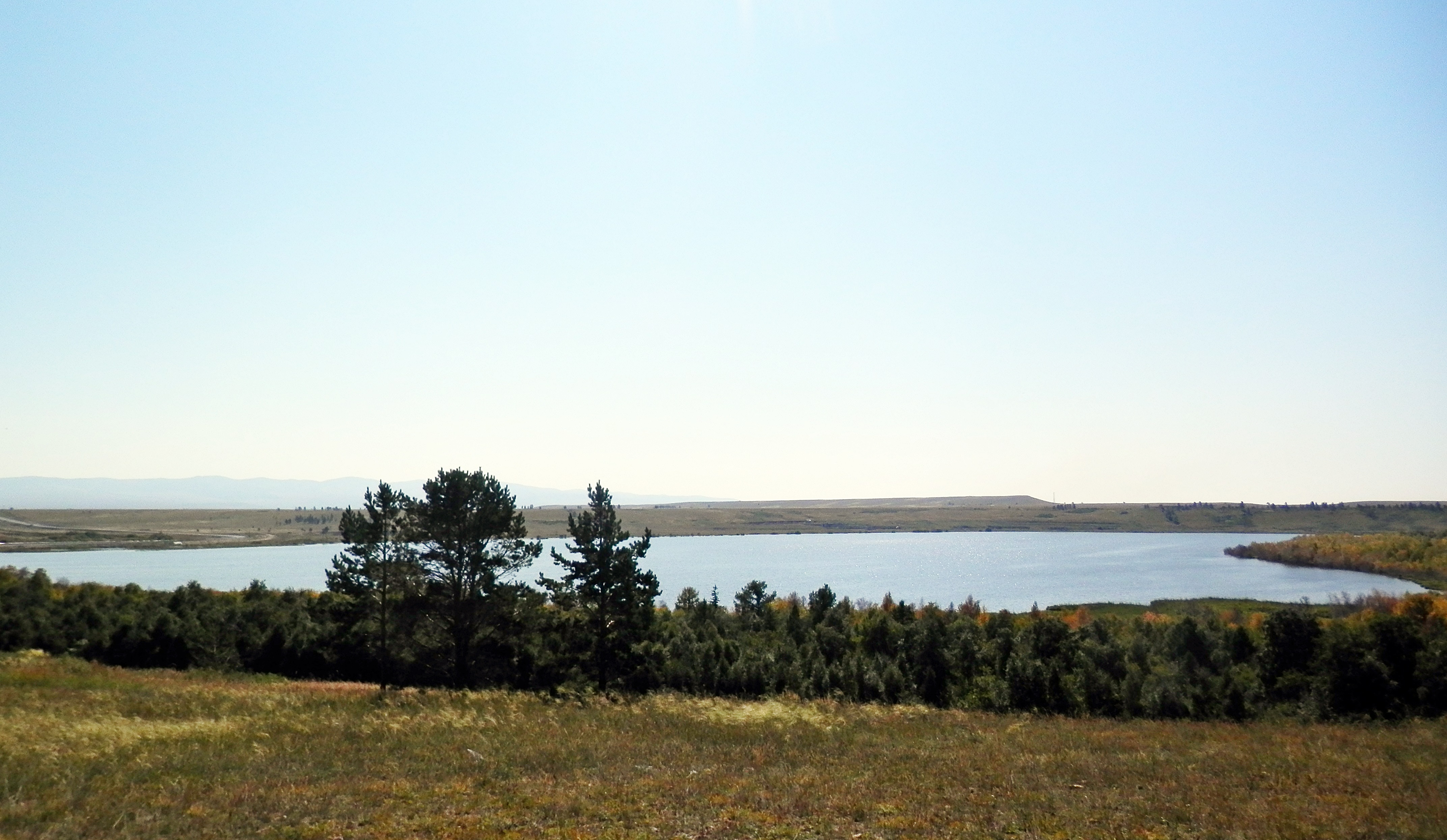
Озеро Круглое

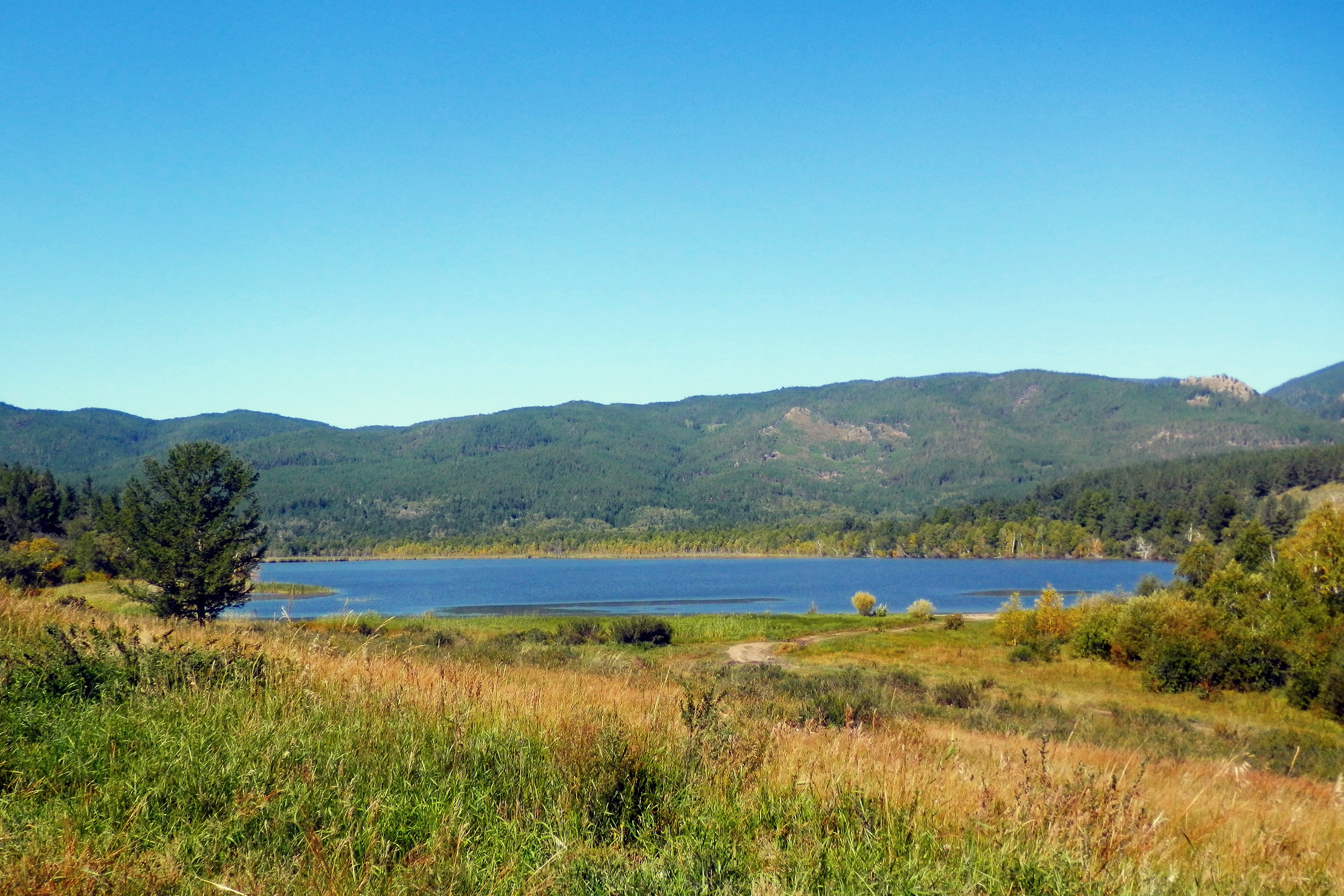
Озеро Чёрное

|   | озеро     | площадь (км²) | длина (км) | ширина (км) | максимальная глубина (м) | высота н. у. м. (м) |
| - | --------- | ------------- | ---------- | ----------- | ------------------------ | ------------------- |
| 1 | Щучье     | 4,43          | 2,59       | 2,33        | 23                       | 650,9               |
| 2 | Солёное   | 0,76—2        | 2,6        | 1,3         | ~2                       | >650                |
| 3 | Камышиное | 0,8           | 1,5        | 1,3         | ?                        | >650                |
| 4 | Круглое   | 0,56          | 1,2        | 0,65        | ?                        | >650                |
| 5 | Чёрное    | ~0,3          | 0,87       | 0,42        | ?                        | 650                 |

## Описание

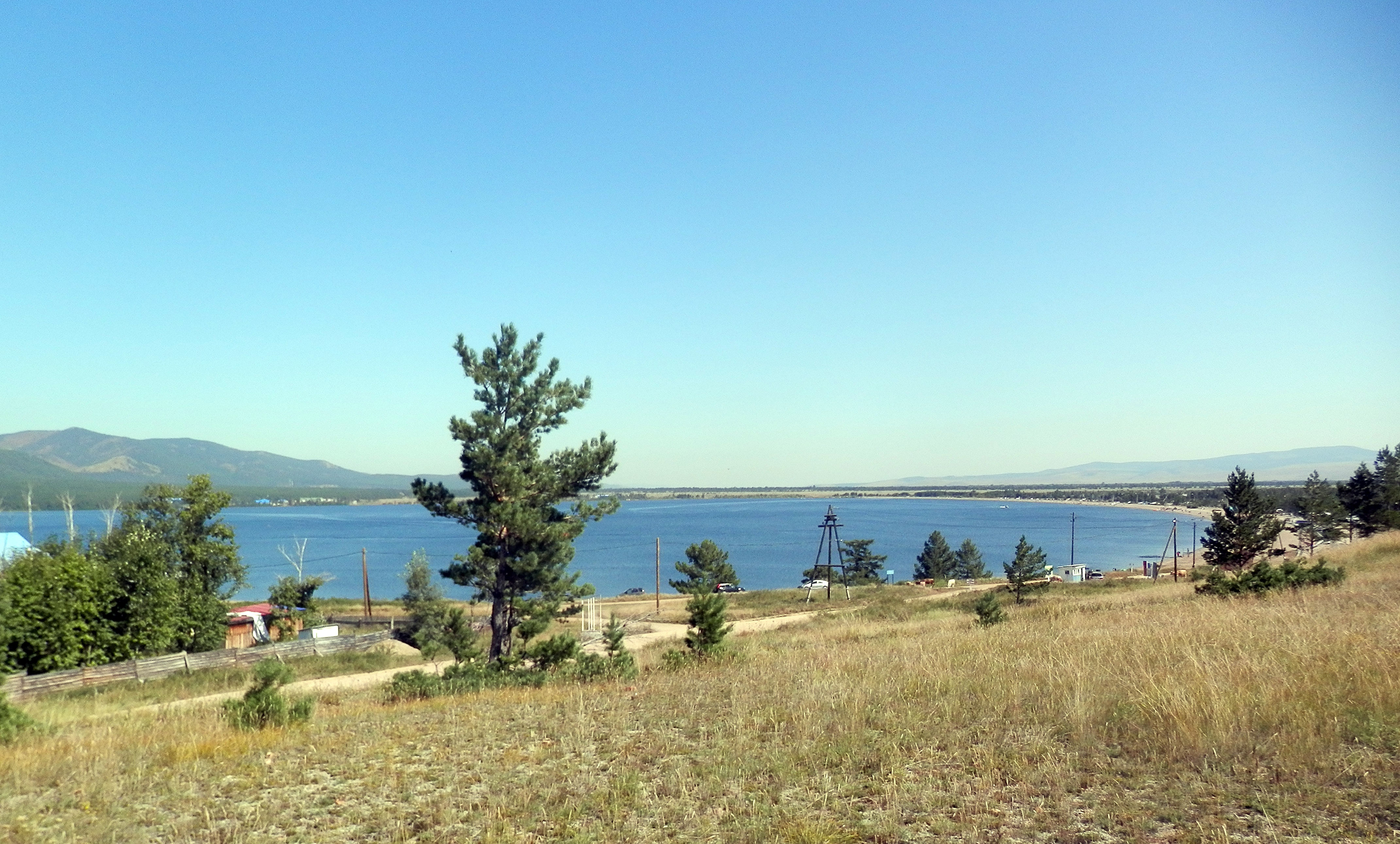
Озеро Щучье

Крупнейшее озеро группы — Щучье у подножия Солдатского хребта. В 3 км к юго-западу от него, в предгорьях за селом Ягодным находится озеро Чёрное, питаемое помимо ручьёв с хребта также донными ключами, поднимающими илистую муть, придающую воде тёмный цвет. Между Чёрным и Щучьим озерами расположено озерцо площадью до 5 га, называемое Евлашкино или Наливное, имеющее искусственное питание, регулируемое местными жителями.
Ручьём длиной около 2 км из Чёрного осуществляется сток в озеро Круглое (бур. Хонхо Нуур — «озеро в котловине»), лежащее в небольшой котловине юго-восточнее села Ягодного. Из него вытекает ручей длиной 1,5 км, впадающий в озеро Камышиное (Холосто Нуур), прибрежные воды которого густо покрыты водной растительностью и камышом. На поверхности образуются плавающие острова из переплетённых растений, на которых гнездятся водные птицы. В Камышиное впадает ручей из близлежащего озерка Окунёвого и осуществляется подземная связь, путём дренажирования воды, с вышележащим Щучьим озером (ширина межозёрного перешейка — 600 м).
Из Камышиного выходит ручей длиной 4 км, текущий на юго-восток по болотистой равнине через небольшое Малое Камышиное озеро и у северной окраины улуса Тохой впадающий в реку Убукун. Между Камышиным и поймой Убукуна лежат с десяток мелких озерков, самое крупное из которых Карасиное имеет длину до 500 м и ширину 150 м.
Все водоёмы пресноводны, за исключением Солёного (другое название — Сульфатное), лежащего южнее остальных в изолированной котловине и представляющее собой сульфатное озеро континентального типа с жёсткостью воды 23 мг-экв/л.
Иногда к Убукунским озёрам относят все водоёмы, лежащие в долине реки Убукун: Абрамовское на северо-восточной окраине Среднеубукунской впадины; Суцсагай, находящееся у левой предгорной протоки Убукуна и другие. Более широко данная группа озёр включается в Гусино-Убукунскую озёрную группу.

## Хозяйственное использование

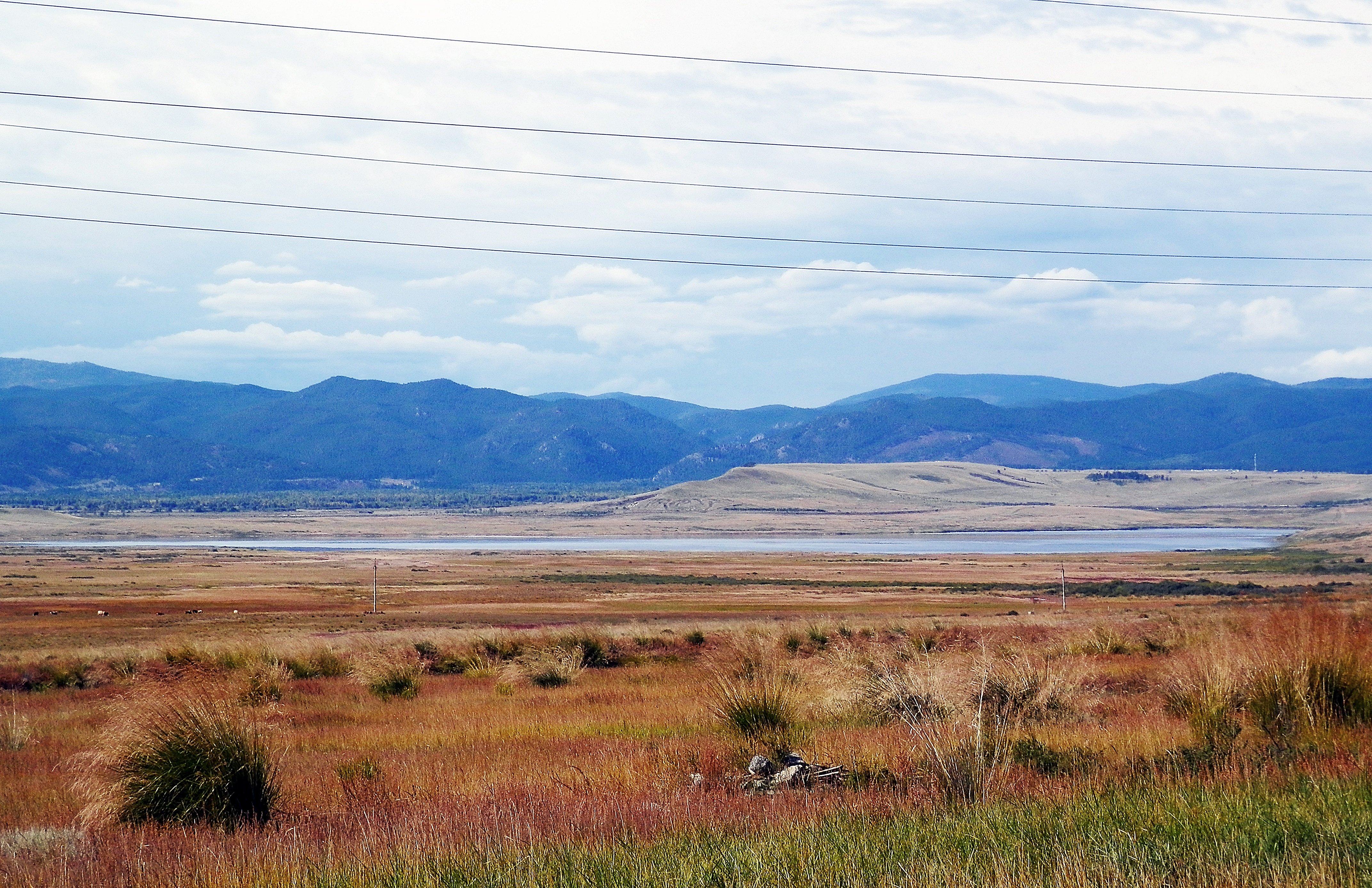
Озеро Солёное

В прошлом исключительное хозяйственное значение имело Солёное озеро, на котором до 1920-х годов существовал Селенгинский солеваренный завод, занимавшийся производством поваренной соли. Позже здесь велась добыча сульфатов, глауберовой соли и других химикатов.
В рекреационных целях с 1970-х годов используется озеро Щучье, на берегах которого расположены турбазы, детские оздоровительные лагеря, дома отдыха. В 2006 году здесь создана рекреационная зона местного значения, площадью свыше полутора тысяч гектаров.
Промышленного лова рыбы на озёрах нет. Водоёмы используются местными жителями в качестве подсобного промысла и любителями-рыболовами.